# Acacia flavescens
Acacia flavescens — вид квіткових рослин з родини бобових. Ареал: Австралія (Квінсленд).

## Середовище проживання
Дерево є частиною евкаліптового лісу та лісистих угруповань, що ростуть на піщаних ґрунтах. Зазвичай росте на висоті від рівня моря до 1000 метрів.

## Біоморфологічна характеристика
Дерево зазвичай досягає висоти від 6 до 20 метрів і має шорстку, борозенчасту та кошлату на вигляд коричневу кору. Кутасті гілочки мають жовтуватий відтінок. Вічнозелені філодії мають вузьку еліптичну або ланцетну форму, довжину від 9 до 30 і ширину від 2 до 6 сантиметрів. Під час цвітіння утворює пазушні суцвіття з кулястими головами діаметром від 4.5 до 6 мм, які містять від 30 до 60 квіток кремового кольору. Голі плоскі стручки до 12 см в довжину при ширині 1.5–2.5 см. Тьмяно-чорне насіння всередині має еліптичну форму і 6-7 мм в довжину.

## Використання
Вид продається комерційно як розсада або у вигляді насіння. Дерево добре росте на сонячному місці на різних ґрунтах, у тому числі на бідних. Деревину можна використовувати як паливо, а рослину можна вирощувати для стабілізації ґрунту або боротьби з ерозією. Кора містить від 10 до 26% дубильних речовин. Кора є в’яжучим засобом і може використовуватися зовнішньо для лікування ран або внутрішньо для лікування діареї та дизентерії.